# Gennevilliers
Gennevilliers je město v severozápadní části metropolitní oblasti Paříže ve Francii v departmentu Hauts-de-Seine a regionu Île-de-France. Od centra Paříže je vzdálené 9,1 km.

## Vývoj počtu obyvatel
Počet obyvatel

## Doprava
Město je dostupné linkou RER C.

## Partnerská města
- Ostrowiec Świętokrzyski, Polsko
- Imola, Itálie
- Wirral, Spojené království
- Hochelaga-Maisonneuve, Kanada
- Bergkamen, Německo